# Brian England
Brian „brianm15“ England (* 1988 oder 1989) ist ein professioneller US-amerikanischer Pokerspieler. Er führte im Jahr 2014 für eine Woche die Onlinepoker-Weltrangliste an.

## Pokerkarriere

### Online
England spielt seit Februar 2007 Onlinepoker. Er nutzt auf der Plattform PokerStars den Nickname brianm15, unter dem er auch bis zur Abschaltung bei Full Tilt Poker spielte. Seine Turniergewinne auf den beiden Pokerräumen liegen bei knapp 7 Millionen US-Dollar, wobei der Großteil von über 6 Millionen US-Dollar bei PokerStars erspielt wurde. Dort gewann er u. a. 2013 ein Turnier der Spring Championship of Online Poker sowie 2014 und 2016 jeweils einen Titel bei der World Championship of Online Poker. Vom 29. Januar bis 4. Februar 2014 stand der Amerikaner für eine Woche auf Platz eins des PokerStake-Rankings, das die erfolgreichsten Onlinepoker-Turnierspieler weltweit listet. Darüber hinaus ist er als cuntpuntin33 bei GGPoker aktiv und erzielte dort von Juli bis September 2020 insgesamt 12 Geldplatzierungen bei der World Series of Poker Online, die aufgrund der COVID-19-Pandemie erstmals ausgespielt worden war.

### Live
Seine erste Geldplatzierung bei einem Live-Pokerturnier erzielte England im Januar 2010 beim PokerStars Caribbean Adventure auf den Bahamas. Ende April 2011 belegte er beim Main Event des Circuits der World Series of Poker (WSOP) im Caesars Palace in Paradise am Las Vegas Strip den zweiten Platz und sicherte sich knapp 100.000 US-Dollar. Anfang Juli 2011 war der Amerikaner auch erstmals bei der WSOP-Hauptturnierserie im Rio All-Suite Hotel and Casino am Las Vegas Strip erfolgreich und kam bei zwei Turnieren der Variante No Limit Hold’em in die Geldränge, u. a. belegte er den mit knapp 30.000 US-Dollar dotierten 459. Rang im Main Event. In Lima gewann er Mitte Oktober 2014 das High Roller der Latin American Poker Tour und sicherte sich für seinen ersten Sieg bei einem Live-Turnier ein Preisgeld von mehr als 85.000 US-Dollar. Bei der WSOP 2017 erzielte England drei Geldplatzierungen und erhielt seine höchste Auszahlung von über 45.000 US-Dollar für den 208. Platz im Main Event. Ende Mai 2018 setzte sich der Amerikaner beim NightStack der DeepStack Championship Poker Series im Venetian Resort Hotel am Las Vegas Strip gegen 2569 andere Spieler durch und erhielt den Hauptpreis von rund 160.000 US-Dollar. Im Wynn Las Vegas erreichte er Mitte Dezember 2022 beim Main Event der World Poker Tour den vierten Turniertag und schied dort auf dem mit knapp 85.000 US-Dollar dotierten 46. Rang aus.
Insgesamt hat sich England mit Poker bei Live-Turnieren mehr als 850.000 US-Dollar erspielt.